# Campionat d'Europa de trial 1968
La temporada de 1968 del Campionat d'Europa de trial fou la 1a edició d'aquest campionat (anomenat Challenge Henry Groutards fins a l'edició de 1967), organitzat per la FIM. El calendari oficial constava de 5 proves puntuables, celebrades entre l'1 d'octubre de 1967 i el 28 d'abril de 1968. Sammy Miller es va proclamar campió després de guanyar amb la Bultaco Sherpa T totes i cadascuna de les proves puntuables, una fita que no va repetir ningú fins que Toni Bou va guanyar el Campionat del Món del 2019.
La temporada de 1968 va marcar l'inici del domini dels fabricants catalans en la disciplina del trial: A partir de la victòria de Sammy Miller el 1968, pilots equipats amb motocicletes Bultaco, Montesa i OSSA van guanyar aquest campionat (i el seu successor, el Campionat del Món) ininterrompudament fins a la temporada de 1980 inclosa.

## Sistema de puntuació
La primera edició del Campionat d'Europa feia servir un sistema de puntuació en què obtenien punts els 6 primers classificats de cada prova, repartits d'acord amb el següent barem:
| Posició | 1 | 2 | 3 | 4 | 5 | 6 |
| Punts   | 8 | 6 | 4 | 3 | 2 | 1 |

Es comptabilitzen la meitat més un dels resultats obtinguts durant la temporada.

## Calendari
| Ronda | Data         | Any  | Prova         | Lloc       | Guanyador    |
| ----- | ------------ | ---- | ------------- | ---------- | ------------ |
| 1     | 1 d'octubre  | 1967 | Suïssa        | Oberiberg  | Sammy Miller |
| 2     | 22 d'octubre | 1967 | Alemanya      | Ravensburg | Sammy Miller |
| 3     | 21 de gener  | 1968 | Bèlgica       | Dison      | Sammy Miller |
| 4     | 18 de febrer | 1968 | França        | Clamart    | Sammy Miller |
| 5     | 28 d'abril   | 1968 | Gran Bretanya | Knockholt  | Sammy Miller |

## Classificació final
| Posició | Pilot               | Motocicleta | Punts   |
| ------- | ------------------- | ----------- | ------- |
| 1       | Sammy Miller        | Bultaco     | 24 (40) |
| 2       | Gustav Franke       | Zündapp     | 15 (20) |
| 3       | Bill Wilkinson      | Greeves     | 14 (15) |
| 4       | Gordon Farley       | Greeves     | 14      |
| 5       | Peter Gaunt         | Suzuki      | 8       |
| 6       | Don Smith           | Montesa     | 7       |
| 7       | Christian Rayer     | Montesa     | 6       |
| 8       | Karl Heinz Atzinger | Zündapp     | 3       |
| 9       | Roland Björk        | Bultaco     | 2       |
| 10      | Jean Crosset        | Bultaco     | 2       |